# Partido Socialista de los Trabajadores de Irán
El Partido Socialista de los Trabajadores de Irán (en persa: حزب کارگران سوسیالیست ایران Hezb-é- Kargaran-é Socialiste – HKS) fue un partido político comunista iraní de tendencia trotskista. 

## Historia
El HKS fue creado durante el congreso de unificación de los Trotskistas Iraníes en febrero de 1979, en Teherán.
Los fundadores del partido eran estudiantes iranianos que vivieron en el extranjero durante los años 1970 (sobre todo en Estados Unidos y en Europa), políticamente activos contra el régimen dictatorial del Shah. Eran trotskistas, en oposición al estalinismo, al maoismo y a las tendencias « guerrilleristas », y establecieron un vínculo directo con la Cuarta Internacional -Secretariado Unificado (SU-CI). En el plano político, basaron su actividad en la orientación del Programa de Transición de Trotski y en los cuatro primeros congresos de la Internacional Comunista. Durante los años 1970 publicaron en Londres una revista teórica y política llamada Kand-o Kav (Análisis).
El congreso de unificación de los trotskistas iraníes se produjo entonces durante la Revolución iraní de 1979. El congreso reunió en particular a los partidarios del SU-CI y a los del Partido Socialista de los Trabajadores (SWP)de los Estados Unidos. El Partido socialista de los Trabajadores de Irán (Hezb-é Kargaran-é Socialista – HKS) fue lanzado en febrero de 1979, luego de este congreso. La orientación del HKS estaba centrada en la construcción de una organización de los trabajadores en Irán.
Algunos meses luego de la unificación, emergió una fracción de colaboración de clases, con ilusiones en el régimen clerical-burgués iraniano de Jomeini. Rápidamente se produjo una escisión y esta fracción abandonó el partido. Esta fracción continuó sus actividades « colaboracionistas» bajo el nombre de Partido de los Trabajadores Revolucionarios (Hezb-é Kargaran-é Enghelabi – HKE), hasta que se disolvió algunos años más tarde.
Durante los años 1979-1983, el HKS editó los periódicos semanales siguientes : Kargar (los Trabajadores), Kargar-é Socialiste (los Trabajadores Socialistas), Ché-Bayad Kard (Qué hacer?), Nazm-é Kargar (Orden de los trabajadores). Una editorial llamada Tali-é (la vanguardia) tradujo en lengua persa una decena de obras de la literatura marxista clásica.
En 1983, luego de la represión feroz del régimen contra la izquierda, algunos sobrevivientes miembros del HKS debieron abandonar el país y exilarse. En París, continuaron su actividad y publicaron un nuevo órgano teórico-político llamado Socialisme va Enghelab (Socialismo y Revolución) hasta 1989.